# Вайда повстиста
Вайда повстиста (Isatis tomentella) — вид квіткових рослин родини капустяних (Brassicaceae).

## Біоморфологічна характеристика
Це дворічна рослина 50–80 см. Листки волосисті; прикореневі — довго-ланцетні; середні та верхні — лінійні, вузько-стрілоподібні. Пелюстки 3.5 мм. Стручечки волосистий, 12–22 мм завдовжки.

## Поширення
Росте в Криму, Греції, Туреччині.
В Україні росте на сухих схилах у передгір'ях Криму та ок. Судака, зрідка.